# Ferrocarril Provincial de Buenos Aires

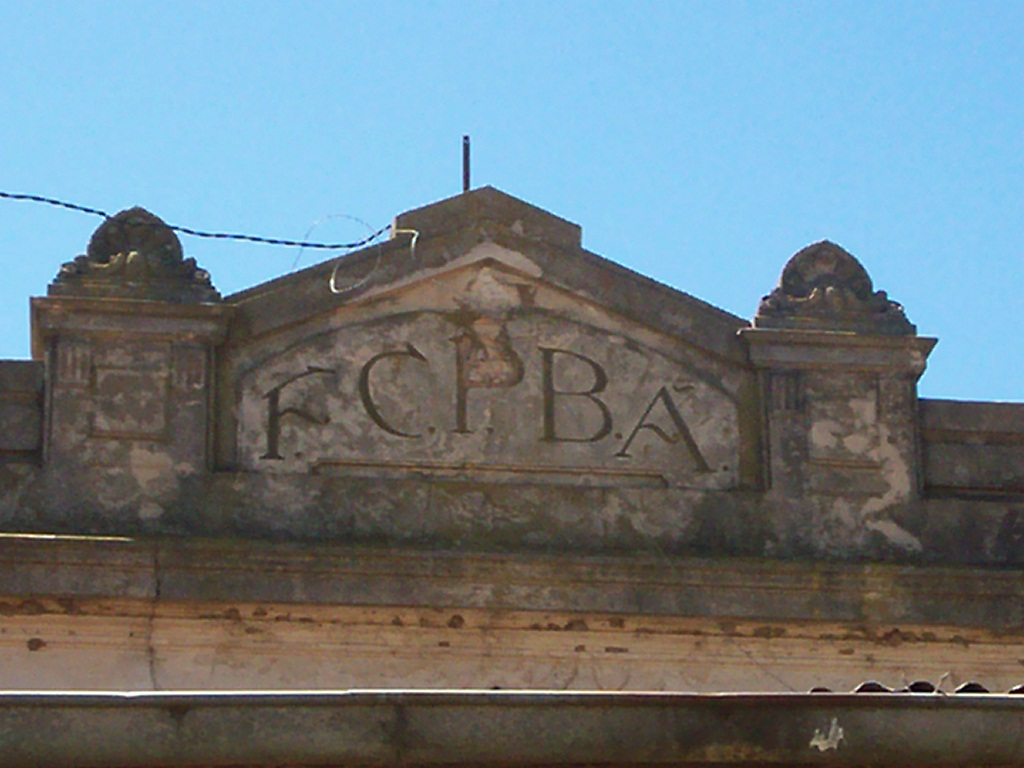
Siglas aun visibles del FFCC Provincial Buenos Aires en la estación Juan Blaquier (partido de Saladillo).

El Ferrocarril Provincial de Buenos Aires, originalmente llamado Ferrocarril de La Plata al Meridiano V y conocido simplemente como El Provincial, fue una empresa ferroviaria de capitales nacionales, franceses y belgas, fundada en 1907, que operó una red de trocha angosta de 905 km de vías que se extendía desde la ciudad de La Plata hacia el oeste y el sur bonaerense.

## El Proyecto
Hacia fines del siglo XIX y en los principios del siglo XX, los ferrocarriles en la provincia de Buenos Aires estaban monopolizados en las compañías británicas Ferrocarril del Sud y Ferrocarril Oeste lo que llevó a que el problema de las tarifas se volviera prioritario, ya que las mismas influían considerablemente en los márgenes de rentabilidad de los terratenientes. 
El gobierno provincial utilizó, o intentó utilizar la competencia para intervenir y equilibrar las tarifas. 
El 31 de diciembre de 1897 se sancionó la Ley de Ferrocarriles Agrícolas y Económicos que permitía a los particulares construir, bajo el cumplimiento de algunos requisitos legales y técnicos, líneas de trocha angosta.
Marcelino Ugarte, por ese entonces gobernador de la provincia de Buenos Aires, fue quien promovió el Ferrocarril Provincial y fue quien también incentivó el ingreso de grupos que compitieran con los ferrocarriles dominantes ya que aseguraba que la forma más eficaz de presionar las tarifas era construir líneas estatales que disputaran en distintos frentes con ellas.
Mediante un decreto provincial el 16 de septiembre de 1904, se autorizó la construcción de un ferrocarril desde Barracas al Sud hasta la actual Carhué, que fue transferido por el Poder Ejecutivo a favor del Buenos Aires Midland Railway (Ferrocarril Midland de Buenos Aires) en 1906. En tanto, también por decreto, el 24 de marzo de 1905 se aprobó la transferencia de las concesiones correspondientes a la Compañía General de Ferrocarriles en la Provincia de Buenos Aires. Estas dos líneas a construir iban a competir directamente con el Ferrocarril Provincial.
El comienzo del estudio fue ordenado en el año 1904, mientras que en 1907 se ordenó un estudio definitivo sobre el Ferrocarril del Puerto de La Plata al Meridiano V, con lo cual la Provincia de Buenos Aires volvería a tener una empresa ferroviaria luego de la experiencia cuando administraba el Ferrocarril Oeste.
Luego de la etapa de estudios (entre 1904 y 1907), el 14 de octubre de 1907 fue sancionada por la legislatura, la ley 3067 que autorizaba al Poder Ejecutivo a emitir doce millones de pesos oro sellado en fondos públicos para llevar a cabo un gran plan ferroviario que autorizaba la construcción de las siguientes líneas.
- Línea Oeste: Entre el Puerto de La Plata y el Meridiano V, pasando por la ciudad de La Plata y los partidos de Brandsen, Monte, Saladillo, 25 de Mayo y 9 de Julio. El mismo constaría de dos ramales. Uno, de 270 km de extensión con dirección al Meridiano V, partiría desde alguna estación intermedia entre Monte y Saladillo. El otro ramal partiría desde proximidades de General Alvear hasta Olavarría, pasando por Sierra Chica

- Línea Sur: Partiendo en una vía principal, desde algún punto entre Brandsen y Monte, hasta Mar del Plata, pasando por los partidos de Ranchos, Chascomús, Pila, Rauch, Ayacucho y Balcarce. De este se desprenderían tres ramales: el primero iría de Pila a Tuyú, pasando por Dolores y los partidos de Conesa y General Lavalle. El segundo partiría desde Mar del Plata hasta General Alvarado y el Tercero también partiría desde Mar del Plata y llegaría hasta Azul u Olavarría, pasando en su trazado por Balcarce y Tandil.

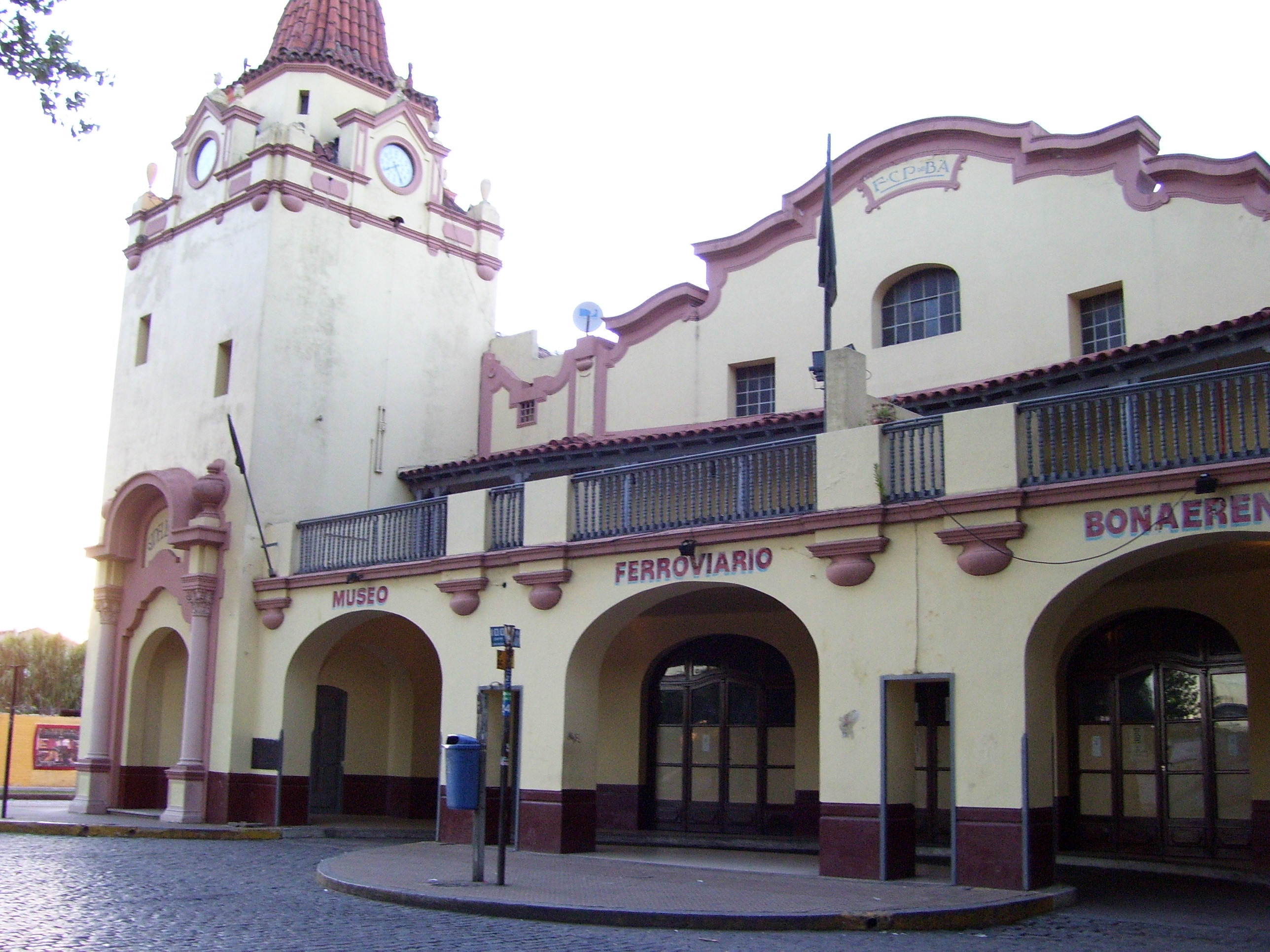
Vista del frente de la estación Avellaneda

El principal interesado en el proyecto fue la "Société Anonyme Franco-Argentine de Travaux Publics", que era una sociedad franco-belga encabezada por Otto Bemberg y compuesta por los grupos Bemberg & Cia., Louis Dreyfus y Emili Erlanger & Cia., a las que luego se le sumó la constructora Dirks & Dates

## Construcción
En junio de 1909 con algunas intermitencias, se inició en La Plata la construcción de la estación La Plata fue en 1910. La línea fue gradualmente librada al servicio público en 1912 en cinco tramos y fechas diferentes, completando una línea férrea de 553 km y 31 estaciones.
Primer tramo: comprendía 206 km desde La Plata hasta la estación Saladillo Norte. 
Segundo tramo: desde Saladillo Norte, 36 km hasta Blas Durañona se completó el 1 de agosto de 1912.
Tercer tramo: desde Blas Durañona a Nueve de Julio que constaba de 66 km fue librada el 7 de febrero de 1913. 
Cuarto tramo: comprendía desde Nueve de Julio hasta la parada km 440, librada al servicio el 21 de mayo de 1913 
Quinto tramo: de 113 km iba desde Parada km 440 hasta Mira Pampa y fue abierta el 7 de enero de 1914.
Una vez que la empresa constructora hizo entrega de los distintos tramos, durante un año la misma se encargaba también del mantenimiento de la vía, de entregar el material rodante y todo lo necesario para el equipamiento de las estaciones.
El primer servicio público corrió el 17 de marzo de 1912 atravesando zonas prácticamente desérticas e improductivas. No había siquiera un pueblo significativo con excepción de 9 de Julio que ya estaba servida por el Ferrocarril del Oeste. Con el tiempo se fundaron pueblos en las estaciones de Loma Verde, Etcheverry, Gobernador Udaondo, Carlos Beguerie, Hirsch, Fortín Olavarría, Roosevelt y Mira Pampa, sin embargo no consiguieron beneficios económicos ya sea por fracasos en las cosechas, inundaciones o la falta de una tarifación básica.
La ley fundacional no se cumplió en su totalidad, ya que sólo se construyó el tramo oeste, y fue modificada por la ley 3513 de 1913 en la que se autorizaba al Ejecutivo a construir cuatro mil kilómetros de vías en la Provincia de Buenos Aires como ampliación de la línea principal. Los ramales autorizados a construirse eran:
- Ramal que, arrancando de un punto conveniente comprendido entre el pueblo de Saladillo y el arroyo del mismo nombre, de la línea del Ferrocarril Provincia de La Plata a Meridiano V, y pasando por los partidos de Alvear, Tapalqué y General LaMadrid, y llegue hasta los puertos de Bahía Blanca y Puerto Militar, con un ramal a la ciudad de Olavarría, Sierra Chica y canteras de Sierras Bayas y otras de la proximidad, que el Poder Ejecutivo juzgue conveniente servir con este ramal. Además, ramales de esta línea a Saavedra y Coronel Suárez.
- De La Plata a Avellaneda con ramales al Mercado Central de Frutos y a la Tablada General de Hacienda.
- De las proximidades del kilómetro 460 de la línea ya construida, hasta el Meridiano V.
- De Olavarría, por Tandil y Balcarce, hasta Mar del Plata, con un ramal que, arrancando de las proximidades del Tandil, llegue hasta Necochea.
- Desde un punto situado en las inmediaciones de Brandsen, de la línea principal, después del cruce con el Ferrocarril del Sud y pasando por General Paz, Pila y proximidades de Labardén, hasta llegar a Mar del Plata, con un ramal a Ayacucho.
- Desde un punto entre Brandsen y Monte, en las proximidades de este último, de la línea principal, entre las dos líneas del Ferrocarril del Sud, en dirección a las estaciones Newton y Cangallo, hasta empalmar con la línea Olavarría a Mar del Plata, con un ramal a Tandil.
- De Bahía Blanca por Azul hasta empalmar con la línea principal entre Monte y el arranque de la línea entre Saladillo y Bahía Blanca, siempre que no fuera construido por la Compañía General de Ferrocarriles de Buenos Aires dentro del término de su concesión. Ramales de esta línea a Pringles y a Tres Arroyos, y de unión entre esta línea y la línea del ítem anterior.
- Desde un punto pasando Saladillo de la línea principal, en dirección a las estaciones Recalde, Centeno y Puán, con un ramal paralelo que vaya a Adolfo Alsina.
- Desde Bahía Blanca hasta la Estación Meridiano V del Ferrocarril del Oeste, con un ramal a Pehuajó.
- Desde La Plata con un ramal al pueblo de la Magdalena por Dolores, Conesa, Castelli y Coronel Vidal, hasta empalmar con la línea entre Brandsen y Mar del Plata.
- Desde Necochea a General Alvarado y Mar del Plata, y de Necochea, por Juárez, Laprida, Lamadrid, Caseros, Nueva Plata, Pehuajó y Roberts hasta el límite noroeste de la Provincia, en las inmediaciones de la estación Santa Regina, con un ramal que naciendo de las cercanías de Pehuajó por Bolívar a empalmar con la línea Saladillo a Bahía Blanca, en los alrededores del nacimiento del ramal de Olavarría a Sierra Chica.
- De Nueve de Julio a Lincoln y Vedia.
- De Nueve de Julio hasta el puerto de Ramallo.

En el año 1920, la legislatura aprueba la ley 3701, que añade un ramal hacia San Nicolás partiendo del cruce del ramal de Nueve de Julio a Ramallo con el ferrocarril Central Córdoba.

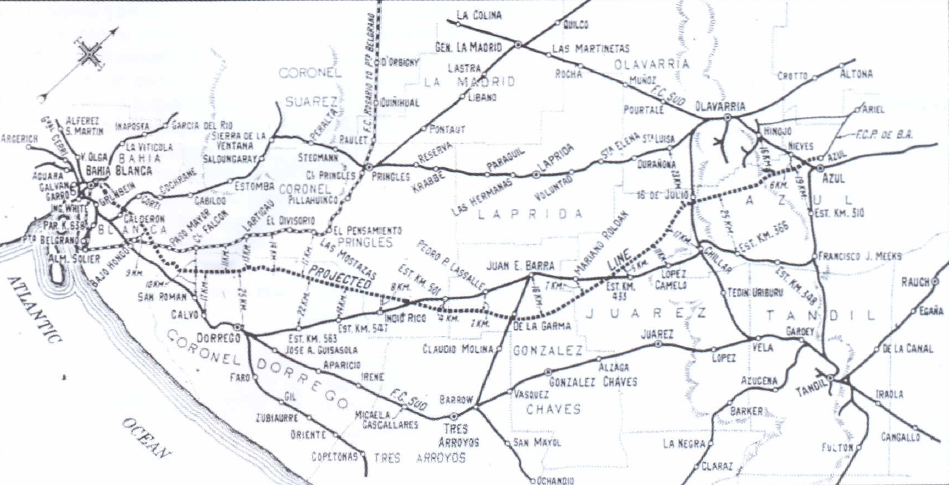
Algunos de los proyectos de ampliaciones que no se concretaron en el Ferrocarril Provincial de Buenos Aires. En este caso, el ramal de Azul a Bahía Blanca

## Progreso
El ferrocarril habilitó los siguientes ramales: de Carlos Beguerie a Azul (169 km) y La Plata a Avellaneda (50,9 km) el 20 de enero de 1927, de Pedro Gamen a Pehuajó (20 km) el 10 de mayo de 1930, Ariel a Olavarría (56 km) el 6 de octubre de 1930 y Teniente Coronel Miñana a Sierra Chica (6,5 km) . Más tarde, en la década de 1950, la empresa estatal habilitó ramales entre Olavarría y Loma Negra (17 km) y entre Teniente Coronel Miñana y Azul (30 km), totalizando una red de 902 km .
A mediados de la década de 1940 el gobierno provincial pretendió la estatización del Ferrocarril Depietri, que corría entre las ciudades de San Pedro y Arrecifes. Su dueño, Eduardo Depietri se negó a entregar su línea, pero el gobierno de la Provincia le expropió los elevadores de San Pedro, asfixiando así al ferrocarril y, poco después, el 14 de noviembre de 1949, un decreto provincial declaró revocada la concesión aduciendo el incumplimiento del contrato. Depietri intentó justificarse, pero el descargo no fue aceptado y finalmente, el Estado provincial ordenó la incautación de la línea y la inmediata reanudación de los servicios.
Sin embargo, los trenes jamás volvieron a correr porque el Ferrocarril Provincial nunca se interesó por los 68 kilómetros de vía distantes 200 km de su red y por su parte el Ferrocarril Nacional Gral. Belgrano, cuyas vías se cruzaban con las de Depietri en el km 158, donde había incluso un empalme, se desentendió del asunto. La infraestructura abandonada fue depredada y lo que quedaba de los bienes fue devuelto a la empresa de Depietri en 1967: las vías se levantaron, los terrenos se vendieron y lo que pudo ser rescatado se vendió como chatarra.
Mientras tanto, El 31 de diciembre de 1951 el Ferrocarril Provincial es transferido al estado nacional como una entidad independiente bajo el control de la Empresa Nacional de Transportes (ENT), siendo absorbida en 1953 por la línea Ferrocarril General Belgrano junto con el resto de las vías de trocha métrica que existían en el país.
El 1 de enero de 1954 se formó el Ferrocarril Nacional Provincia de Buenos Aires (FCNPBA) con las vías del FCPBA, la Compañía General de Ferrocarriles en la Provincia de Buenos Aires (CGBA) y el Ferrocarril Midland, hasta que finalmente volvieron al FCGMB el 7 de octubre de 1957.

## Nacionalización, clausura y desmantelamiento

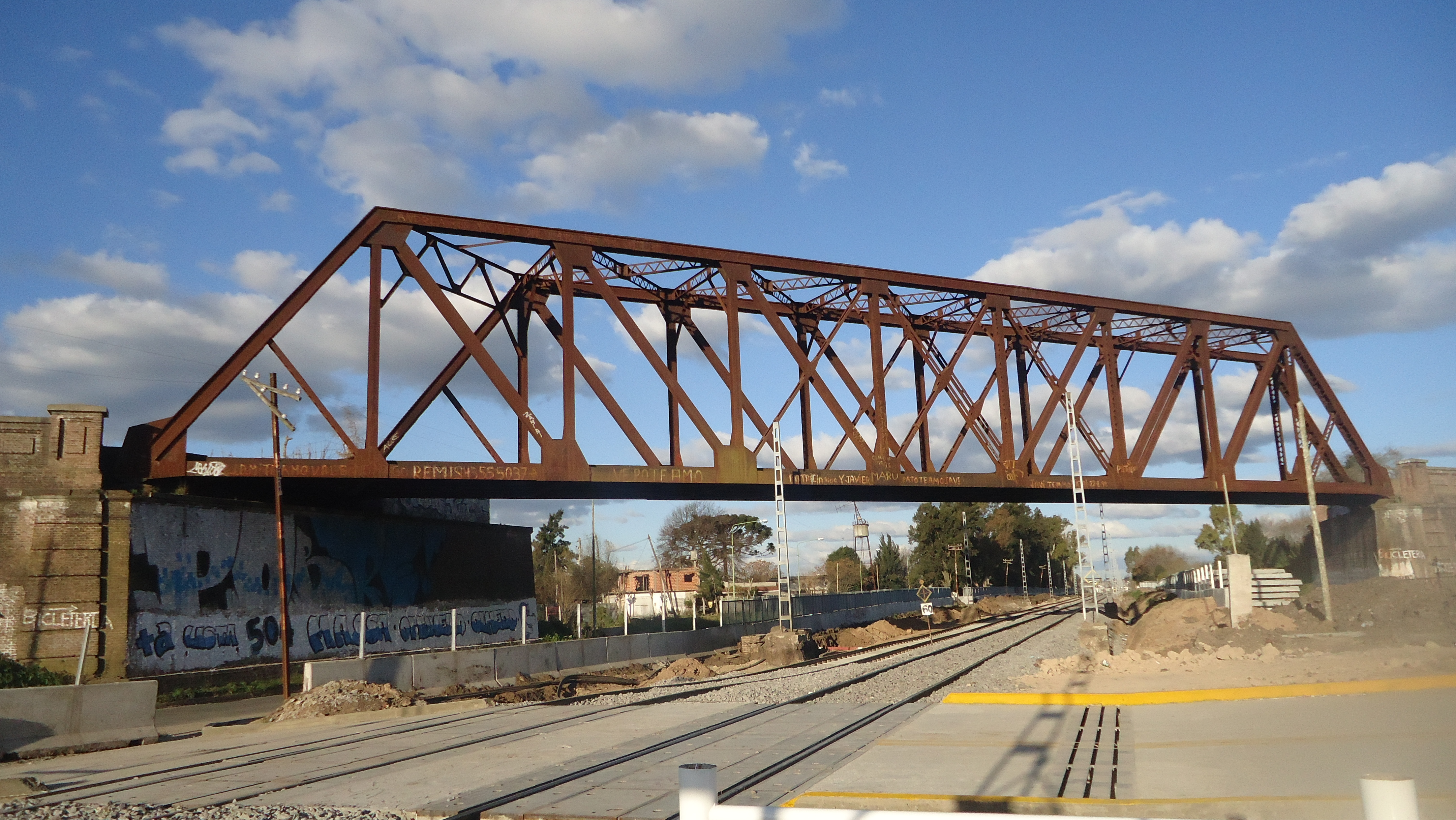
Puente del ex Ferrocarril Provincial sobre las vías del Ferrocarril General Roca en Estanislao Zeballos.

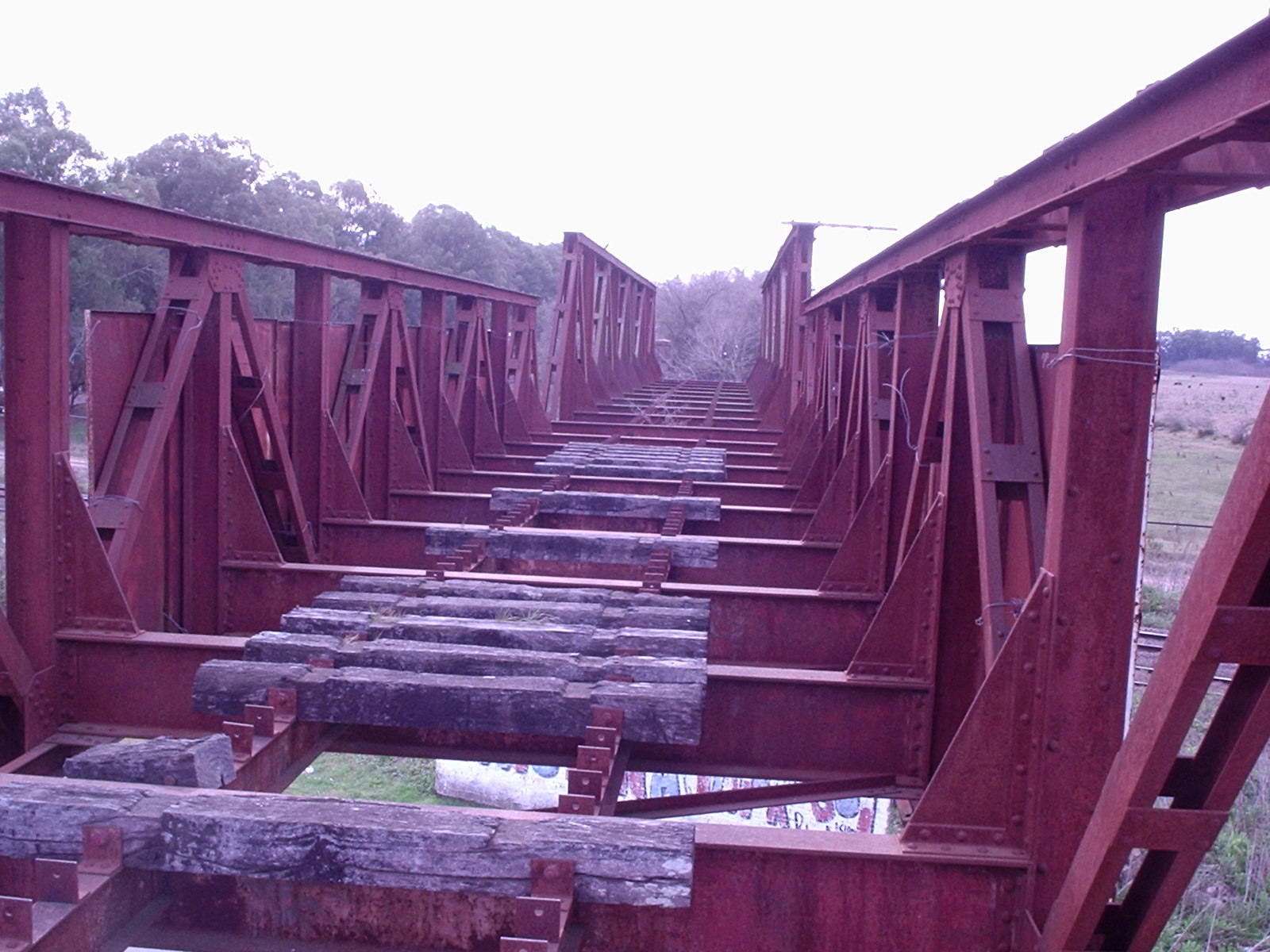
Puente del ex Ferrocarril Provincial sobre la Ruta Provincial 29 y las vías del Ferrocarril General Roca en las cercanías de Brandsen.

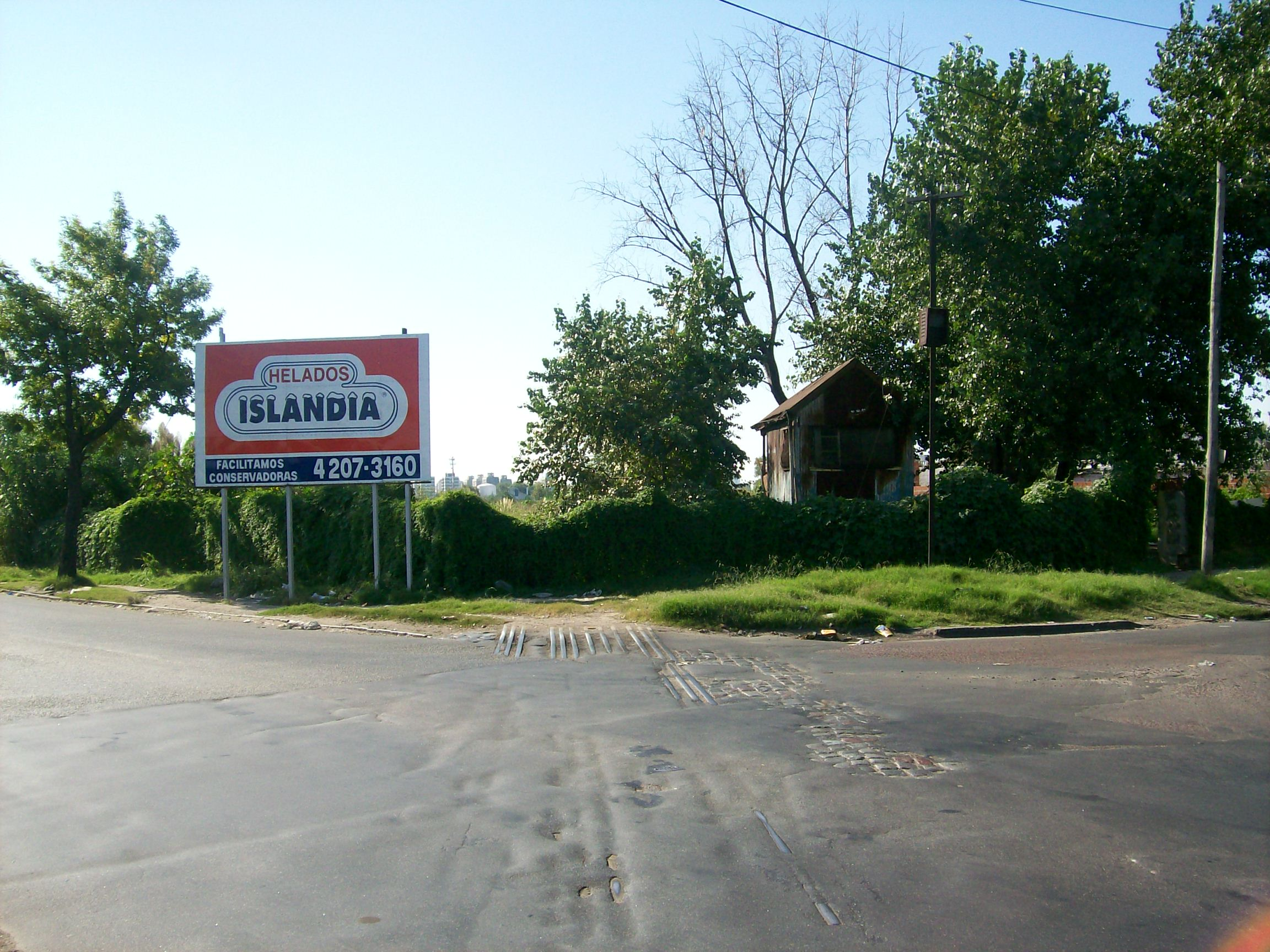
Vías del ex Ferrocarril Provincial cerca de la Estación Avellaneda.

Poco después de su transferencia a la órbita estatal en 1957 (como parte del Ferrocarril Belgrano) comenzó la clausura de la línea. El 28 de octubre de 1961 se cerró el ramal entre Ángel Etcheverry y Mira Pampa, es decir, casi toda la línea troncal, y de Carlos Beguerie a Azul y Olavarría. La línea entre Olavarría y La Plata fue reabierta temporalmente para transporte de cargas entre abril de 1964 y 1968. En octubre de 1974 se levantaron las vías entre Carlos Beguerie y Mira Pampa, y el servicio de pasajeros entre Avellaneda y La Plata se terminó el 6 de julio de 1977. Los trenes continuaron corriendo por sus vías hasta principios de la década de 1990, cuando la traza no estaba tan intrusada como si lo está actualmente y los pasos a nivel se encontraban en condiciones. En 1991 circularon trenes de carga, mientras que en 1992 circuló una formación de prueba con coches de pasajeros, a bordo de la cual se encontraba el entonces gobernador Eduardo Duhalde.

## Recuperación de la Estación La Plata
Tras años de abandono, en 1988 un grupo de vecinos de la zona, en muchos casos hijos y nietos de ferroviarios, creó en el enorme edificio abandonado de la Vieja Estación el Centro Cultural Estación Provincial, con la finalidad de preservar la identidad del barrio, difundir la historia del ferrocarril y transformar el lugar en núcleo generador de actividades recuperando el lugar como punto de encuentro y esparcimiento, vinculando la vida cultural como factor de integración, trabajo y transformación social.
De a poco el barrio empezó a cambiar su fisonomía y se realizaron emprendimientos privados en las viejas casonas de ramos generales enfrente a la Estación y distintos grupos culturales han tomado las instalaciones de la Estación, el galpón de encomiendas y equipajes y la zona en general como lugar generador de actividades artísticas convirtiendo el barrio en un verdadero Circuito Cultural.
El grupo "La Grieta" en el galpón de 18 y 71, el grupo de Teatro Comunitario "Los Okupas del Andén", el grupo "El Faldón", "Séptido" acrobacia aérea, "Batuquelé" Percusión, Centro Cultural "Viejo Almacén El Obrero" y el "Centro Cultural Estación Provincial" dan muestra del vigoroso trabajo asociativo en las inmediaciones de las antiguas instalaciones ferroviarias.
A partir de enero de 2008 se pone en práctica el proyecto "Circuito Cultural Meridiano V" generando un trabajo conjunto entre la Municipalidad de La Plata con el sector asociativo y el sector privado de la zona con el objetivo de que el Barrio Meridiano V sea un polo turístico cultural de atracción de la Ciudad fomentando el empleo y la participación barrial tomando la cultura como herramienta para la transformación social.
Hoy, gracias al trabajo conjunto y la tarea sostenida de los vecinos que han apostado a la recuperación barrial a través de la cultura, tanto el "Centro Cultural Estación Provincial" como el barrio Meridiano V se han convertido en un atractivo turístico que tiene sus raíces en los lazos solidarios, la memoria viva y la revalorización de un pintoresco rincón de la ciudad que mantiene intactos sus adoquines, casas bajas y antiguas farolas.
Espectáculos, muestras artísticas, talleres y ferias volvieron a dar vida a esta zona que supo recuperar la pujanza de antaño, transformando su destino de terminal ferroviaria en un espacio de encuentro cultural.